# Famille Belkhodja
Cette page explique l’histoire ou répertorie les différents membres de la famille Belkhodja.
La famille Belkhodja est une famille de la grande notablilité tunisoise dont les membres s'illustrent aux XIXe et XXe siècles dans les sciences religieuses.
Son origine remonterait à l'arrivée de l'aïeul, le militaire ottoman Ali Khodja Al Hanafi, venu à Tunis à l'occasion de la bataille engagée à La Goulette contre l'armée de Charles Quint. Officier de l'armée de Sinan Pacha, il repart vers le Levant une fois la conquête terminée. Son petit-fils Mohamed revient s'installer en Tunisie au XVIIe siècle.
À la fin du XIXe siècle, certains membres occupent des fonctions importantes dans l'administration beylicale.

## Personnalités
- Ahmed Belkhodja (?-1826), imam et cadi hanéfite[1]
- Ahmed Belkhodja (1830-1896), Cheikh El Islam
- Ahmed Belkhodja, caïd-gouverneur[2]
- Ali Belkhodja (?-1982), imam et mufti hanéfite[2]
- Asma Belkhodja-Rebaï (1930-2011), militante féministe
- Béchir Belkhodja (1826-1911), enseignant et secrétaire beylical[2]
- Catherine Belkhodja (1955- ), actrice, réalisatrice et éditrice franco-algérienne
- Hammouda Belkhodja (?-1779), enseignant et imam[3]
- Jeanine Belkhodja (1928-2013), médecin algérienne
- Lamine Belkhodja (?-1891), imam
- Mahmoud Belkhodja (1834-1911), Cheikh El Islam
- M'hammed Belkhodja (1869-1943), caïd-gouverneur et écrivain
- Mhammed Belkhodja (1871-?), enseignant et mufti[2]
- Mohamed Belkhodja (?-1863), Cheikh El Islam
- Mohamed El Akbar Belkhojda (1851-1907), imam et mufti de Tunis
- Mohamed El Asghar (1877-1911), enseignant et imam[2]
- Moncef Belkhodja (1932-2011), économiste
- Mustapha Belkhodja (1850-1915), enseignant et mufti de Tunis[2]
- Néjib Belkhodja (1933-2007), peintre
- Slim Belkhodja (1962- ), joueur d'échecs

|  |  |  |  |  |  |                                |                  |                  |                  |                  |                  |  |  |  |  |  |  |  |  | Mohamed Belkhodja           |                             |                             |                             |                             |                             |  |  |  |  |  |  |  |  |                               |                               |                               |                               |                               |                               |  |  |  |  |  |  |  |  |  |  |  |  |  |  |  |  |  |  |  |  |
|  |  |  |  |  |  |                                |                  |                  |                  |                  |                  |  |  |  |  |  |  |  |  |                             |                             |                             |                             |                             |                             |  |  |  |  |  |  |  |  |                               |                               |                               |                               |                               |                               |  |  |  |  |  |  |  |  |  |  |  |  |  |  |  |  |  |  |  |  |
|  |  |  |  |  |  |                                |                  |                  |                  |                  |                  |  |  |  |  |  |  |  |  |                             |                             |                             |                             |                             |                             |  |  |  |  |  |  |  |  |                               |                               |                               |                               |                               |                               |  |  |  |  |  |  |  |  |  |  |  |  |  |  |  |  |  |  |  |  |
|  |  |  |  |  |  | Béchir Belkhodja               | Béchir Belkhodja | Béchir Belkhodja | Béchir Belkhodja | Béchir Belkhodja | Béchir Belkhodja |  |  |  |  |  |  |  |  | Ahmed Belkhodja (1830-1896) | Ahmed Belkhodja (1830-1896) | Ahmed Belkhodja (1830-1896) | Ahmed Belkhodja (1830-1896) | Ahmed Belkhodja (1830-1896) | Ahmed Belkhodja (1830-1896) |  |  |  |  |  |  |  |  | Mahmoud Belkhodja (1834-1911) | Mahmoud Belkhodja (1834-1911) | Mahmoud Belkhodja (1834-1911) | Mahmoud Belkhodja (1834-1911) | Mahmoud Belkhodja (1834-1911) | Mahmoud Belkhodja (1834-1911) |  |  |  |  |  |  |  |  |  |  |  |  |  |  |  |  |  |  |  |  |
|  |  |  |  |  |  | Béchir Belkhodja               | Béchir Belkhodja | Béchir Belkhodja | Béchir Belkhodja | Béchir Belkhodja | Béchir Belkhodja |  |  |  |  |  |  |  |  | Ahmed Belkhodja (1830-1896) | Ahmed Belkhodja (1830-1896) | Ahmed Belkhodja (1830-1896) | Ahmed Belkhodja (1830-1896) | Ahmed Belkhodja (1830-1896) | Ahmed Belkhodja (1830-1896) |  |  |  |  |  |  |  |  | Mahmoud Belkhodja (1834-1911) | Mahmoud Belkhodja (1834-1911) | Mahmoud Belkhodja (1834-1911) | Mahmoud Belkhodja (1834-1911) | Mahmoud Belkhodja (1834-1911) | Mahmoud Belkhodja (1834-1911) |  |  |  |  |  |  |  |  |  |  |  |  |  |  |  |  |  |  |  |  |
|  |  |  |  |  |  | M'hammed Belkhodja (1869-1943) |                  |                  |                  |                  |                  |  |  |  |  |  |  |  |  |                             |                             |                             |                             |                             |                             |  |  |  |  |  |  |  |  |                               |                               |                               |                               |                               |                               |  |  |  |  |  |  |  |  |  |  |  |  |  |  |  |  |  |  |  |  |

Une autre famille de la bourgeoisie tunisoise d'origine turque, descendante de Mustapha Belkhodja et de l'une des filles d'Ali Ier Pacha, bey de Tunis, compte initialement des officiers civils au XVIIIe siècle. Au XIXe et au début du XXe siècle, la famille compte des maîtres-artisans chaouachis et des témoins-notaires (udul) ; elle inclut le peintre Néjib Belkhodja.
Une troisième famille tunisoise est fondée par Mohamed Aboulhassan Turki Khodja, venu de Turquie au milieu du XIXe siècle et précepteur des enfants du bey ; Khodja devient la suite Belkhodja. Dès son arrivée à Tunis, il vit avec sa descendance à la rue Boukhris (impasse Chadlia), dont Mohamed Habib Belkhodja (1922-2012), mufti de la République.
Il existe quatre autres familles tunisiennes portant le même patronyme : l'une est originaire de Ras Jebel et inclut le ministre Hassen Belkhodja et son fils, l'écrivain Abdelaziz Belkhodja ; une autre est originaire de Mahdia et inclut un autre ministre, Tahar Belkhodja ; les deux dernières sont originaires respectivement de Bizerte et de Tunis, plus précisément de Bab Souika.